# Louro-amarelo
O louro-amarelo (Cordia alliodora) é uma árvore neotropical.
Abrange duas variedades: Cordia alliodora var. glabra A. DC. 1845 e Cordia alliodora var. tomentosa A. DC. 1845.

## Ocorrência
Do México até a Argentina.
No Brasil, é encontrada na Amazônia e na floresta semidecídua.